# Wolnobieg rowerowy

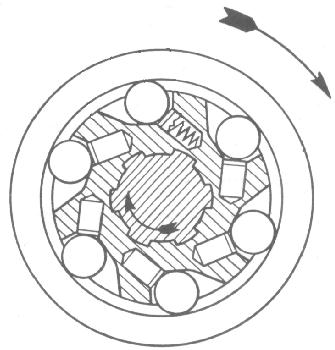
Wolnobieg rowerowy (rolki blokujące)

Wolnobieg zapadkowy

Wolnobieg – mechanizm zębatkowo-zapadkowy lub cierny w rowerze łączący koła zębate i przekładnię łańcuchową z kołem. Celem montowania tego mechanizmu jest umożliwienie jazdy przy nieporuszanych pedałach (podczas jazdy, pedały rowerowe nie kręcą się wraz z obrotem koła, jak w układach klasycznych jednobiegowych). Mechanizm ten z technicznego punktu widzenia jest sprzęgłem jednokierunkowym, które umożliwia przeniesienie napędu z przekładni na koło oraz swobodny obrót koła w kierunku jazdy przy zatrzymanej lub nawet kręcącej się w przeciwnym kierunku zębatce.
Wolnobieg montuje się na piastę rowerową. Są dwa systemy montażu wolnobiegu:
- zintegrowany w jedną część z tylnymi zębatkami najczęściej występujący jako mechanizm z zapadkami blokującymi, niekiedy rolkami. Czasami – nie do końca poprawnie – zespoły zębatek zintegrowane z wolnobiegiem nazywa się w uproszczeniu wolnobiegiem, aby odróżnić je od tzw. kaset, czyli zespołów zębatek bez wolnobiegu.
- ukryty w bębenku piasty, na który zakłada się kasetę z zębatkami lub każdą zębatkę oddzielnie, najczęściej występujący jako mechanizm zapadkowy.

Współcześnie, zwłaszcza w konstrukcjach wyczynowych, częściej spotyka się wolnobiegi wmontowane w piastę, gdyż rozwiązanie to obniża koszt wymiany zębatek. Takie rozwiązanie jest kompatybilne wyłącznie z kasetami napędu tylnego koła.
Wolnobieg jest niezbędnym elementem napędu w rowerach z przerzutkami wewnętrznymi, gdyż przy stale kręcących się zębatkach nie można skutecznie dokonywać zmian przełożenia.
Istnieją też wersje wolnobiegu, zwane torpedo, umożliwiające jazdę bez stałego kręcenia pedałami, ale blokujące tylne koła przez kręcenie pedałami w drugą stronę. Mechanizm taki działa jednocześnie jako hamulec. Napędy rowerowe nieposiadające żadnego mechanizmu wolnobiegowego nazywane są ostrym kołem.

## Informacje dodatkowe
Budowa całego wolnobiegu i jego elementy składowe.